# Almindelig blækhat
Almindelig blækhat eller blækhat (Coprinopsis atramentaria) er en spiselig (men giftig, når den kombineres med alkohol) svamp, der findes i Europa og Nordamerika. Med det tidligere navn Coprinus atramentarius var den placeret i slægten Coprinus. 
Almindelig blækhat er en udbredt og almindelig svamp, der findes på hele den nordlige halvkugle. Klynger af svampe opstår efter regn fra forår til efterår, oftest i byområder og steder såsom ubebyggede grunde og græsklædte områder. Den gråbrune hat er klokkeformet inden åbning, hvorefter den flader ud og går i opløsning. Kødet er tyndt, og smagen er mild. Den kan spises, men da den indeholder coprin, er den giftig, når den indtages sammen med alkohol, da coprin øger kroppens følsomhed over for ethanol på samme måde som antabus.

## Taksonomi
Almindelig blækhat blev først beskrevet af den franske naturforsker Pierre Bulliard i 1786 under navnet Agaricus atramentarius, før den i 1838 blev placeret i den store slægt Coprinus af Elias Magnus Fries. Det botaniske navn er afledt af det latinske ord atramentum, som betyder "blæk".
Slægten Coprinus i champignon-familien Agaricaceae blev tidligere anset for at rumme over 100 arter. Dog viste molekylær analyse af DNA-sekvenser, at de fleste af arterne i virkeligheden tilhører familien Psathyrellaceae, men at slægten Coprinus' typeart stor parykhat (Coprinus comatus) vitterligt tilhører Agaricaceae. Almindelig blækhat fik sit nuværende binomiale navn i 2001 som et resultat af, at den og andre beslægtede arter blev flyttet til den nye slægt Coprinopsis. 
Den sorte væske, som almindelig blækhat frigiver efter at være blevet plukket, blev engang brugt som blæk.

## Beskrivelse
Den grålige eller brungrå hat måler omkring 3-10 cm, og er i begyndelsen klokkeformet, furet, og flækker senere. Farven er mere brunlig i midten af hætten, som senere bliver flad før den smelter. De meget overfyldte lameller er frie; de er hvidlige til at begynde med, men bliver hurtigt sorte, og forsvinder let. Den korte stok er 5-17 cm høj og 1–2 cm i diameter, er grå i farven og har ingen ring. I unge grupper kan stænglerne være skjult af hætterne. Sporeafkastet er mørkebrunt, og de mandelformede sporer måler 8-11 gange 5-6 μm. Kødet er tyndt og lysegråt.

## Udbredelse og levested
Som mange blækhatte vokser den i klynger. Den er almindeligvis forbundet med dødt træ under jorden, og findes på græsarealer, enge, forstyrret terræn og åbent terræn, fra sent forår til efterår. Frugtlegemerne er kendte for at kunne presse sig vej op gennem asfalt og endda tennisbaner. Den er også almindelig i byområder. Hvis svampen graves op, kan dens mycelium ses at være forbundet med dødt træ under jorden.

## Giftighed og anvendelser
Indtagelse af Coprinopsis atramentaria inden for et par timer efter alkoholindtagelse resulterer i et "disulfiram syndrom".  Denne interaktion har kun været kendt siden den tidlige del af det tyvende århundrede. Symptomerne omfatter rødmen i ansigtet, kvalme, opkastning, utilpashed, hjertebanken, og prikken i lemmerne, og opstår fem til ti minutter efter indtagelsen af alkohol. Hvis der ikke indtages mere alkohol, vil de generelt aftage over to eller tre timer. Symptomernes alvorlighed er proportionel med mængden af indtaget alkohol. Disulfiram, eller antabus, har dog været kendt for at forårsage hjerteanfald. Symptomerne kan opstå, hvis selv en lille mængde alkohol indtages op til tre dage efter at have spist svampen, selvom anfaldene bliver mildere, efterhånden som tiden går.   På grund af disse virkninger er svampen i nogle tilfælde blevet brugt til at kurere alkoholisme.
Det virksomme stof i svampen er en cyclopropylglutaminforbindelse kaldet coprin. Dens aktive metabolit, 1-aminocyclopropanol, blokerer for virkningen af et enzym, acetaldehyddehydrogenase, som nedbryder acetaldehyd i kroppen.  Acetaldehyd er en mellemmetabolit af ethanol og er ansvarlig for de fleste symptomer på tømmermænd; dets virkning på autonome β-receptorer er ansvarlig for de vasomotoriske symptomer.
Behandlingen involverer forsikring af patienten om, at de ofte skræmmende symptomer vil forsvinde, erstatning for væsketab efter opkastning, og monitorering for hjertearytmier.

## Yderligere læsning
- North, Pamela (1967). Poisonous Plants and Fungi in colour. Blandford Press & Pharmacological Society of Great Britain.
- Benjamin, Denis R. (1995). Mushrooms: poisons and panaceas—a handbook for naturalists, mycologists and physicians. New York: WH Freeman and Company. ISBN 0-7167-2600-9.
- Ramsbottom, J (1953). Mushrooms & Toadstools. Collins. ISBN 1-870630-09-2.